# 暗棕壤
暗棕壤是寒温带湿润地区针阔混交林下发育的淋溶型棕化土壤，又名山地灰化土、棕色灰化土、灰化棕色森林土、灰棕壤、山地棕壤、灰棕色森林土、暗棕色森林土等。1978年中国土壤分类和1988年中国第二次土壤普查分类制均列为淋溶土土纲、暗棕壤土类；1991年列为硅铝土纲湿润硅铝土亚纲暗棕壤土类。它大致相当于美国土壤系统分类中的腐殖质潮湿始成土和冷冻性冷凉淋溶土，联合国世界土壤图图例的腐殖质雏形土、普通高活性淋溶土、漂白高活性淋溶土和潜浴高活性淋浴土土壤单元。暗棕壤主要分布于太平洋两岸的北部，即亚洲东北部和北美西部棕色针叶林土带以南的大针阔混交林区，包括中国东北的小兴安岭、完达山系、长白山系和大兴安岭东坡，并延伸至朝鲜半岛北部，俄罗斯远东地区东部，跨越白令海峡达加拿大的西部地区和美国落基山脉以西。在此广阔范围以南的山地针阔叶混交林(局部为针叶林)下也有暗棕壤的垂直分布带，中国分布范围大致为秦岭(海拔2200—3200米)经四川、甘肃两省分水岭(2500—3400米)，沿川西山地(2200—2800米)、滇北(2200一3400米)至藏南波密、林芝(3000一3600米)、察隅(2800—3300米)。